# Великий Лог
Вели́кий Лог (укр. Великий Лог, встречается вариант Большой Лог) — посёлок в Краснодонском районе Луганской области. Де факто — с 2014 года населённый пункт контролируется самопровозглашённой Луганской Народной Республикой. Центр Великологовского поссовета, в который входит также посёлок Верхняя Краснянка.

## Географическое положение
Посёлок стоит на месте впадения в реку под названием Большая Каменка (приток Северского Донца) её собственного правого притока под названием Медвежья. Соседние населённые пункты: сёла Медвежанка (выше по течению Медвежьей) на юге, Курячье и Дубовка на юго-востоке; посёлки Новоалександровка, Орджоникидзе, Верхнешевыревка и город Краснодон (все четыре ниже по течению Большой Каменки) на востоке; посёлки Горное, Энгельсово, Мирное, Таловое на северо-востоке, Краснодон, Светличное на севере, село Красный Яр на северо-западе, посёлок Верхняя Краснянка, сёла Боково, Палиевка, Каменка (выше по течению Большой Каменки) на западе, Нагорное на юго-западе.

## История
Поселение было основано в 1760е годы (вероятно, в 1762 году).
В 1925 году село Нижняя Краснянка было переименовано в Великий Лог.
В 1938 году Великий Лог стал посёлком городского типа.
Во время Великой Отечественной войны посёлок был оккупирован немецкими войсками.
В 1966 году здесь действовали отделение Краснодонской птицефабрики, восьмилетняя школа и библиотека.
В 1977 году численность населения составляла около 900 человек, здесь действовали отделение Краснодонского птицесовхоза, восьмилетняя школа, медпункт и библиотека.
В январе 1989 года численность населения составляла 757 человек.
По данным Всеукраинской переписи населения 2001 года численность населения составляла 743 человека.
По состоянию на 1 января 2013 года численность населения составляла 629 человек.

## Транспорт
Посёлок расположен в 12 км от железнодорожной станции Семейкино, на линии Лутугино—Семейкино—Новый.

## Социальная инфраструктура
Имеется школа. В пгт отсутствует газ.